# تپه نظرآباد علیا۱
تپه نظرآباد علیا۱ مربوط به دوره اشکانیان - دوره ساسانیان است و در شهرستان کرمانشاه، بخش مرکزی، دهستان بالادربند، ۱ کیلومتری شمال غرب روستای نظرآباد علیا واقع شده و این اثر در تاریخ ۷ خرداد ۱۳۸۷ با شمارهٔ ثبت ۲۲۷۹۶ به‌عنوان یکی از آثار ملی ایران به ثبت رسیده است.